# Estadístico F
En genética de poblaciones, el estadístico F (también conocidos como índices de fijación) describe estadísticamente el nivel esperado de heterocigocidad en una población; más específicamente, describe (usualmente) el grado esperado de la reducción de la heterocigocidad comparada a la esperada en el equilibrio según Hardy-Weinberg.
El estadístico F también puede ser pensado como una medida de la correlación entre genes muestreados a diferentes niveles de una población subdividida jerárquicamente. Esta correlación se encuentra influenciada por varios procesos evolutivos tales como mutación, migración, endocruzamiento, selección natural o el efecto Wahlund. Originalmente, el estadístico fue diseñado para medir la magnitud de la fijación alélica debida a la deriva genética.
El concepto fue desarrollado durante los años de la década de 1920 por el genetista estadounidense Sewall Wright, quien se encontraba interesado en el endocruzamiento del ganado. Sin embargo, debido a que la dominancia incompleta causa que los fenotipos de los homocigotas dominantes sean iguales a aquellos de los heterocigotas; por lo mismo, no fue sino hasta la llegada de la genética molecular desde los años de la década de 1960 que la heterocigosidad pudo ser medida en las poblaciones. 
F, a su vez puede ser utilizado para determinar el tamaño efectivo de población.

## Definiciones y ecuaciones
Las medidas FIS, FST, y FIT están relacionadas con las magnitudes de la heterocigosidad en diferentes niveles de la estructura poblacional. Juntos, son llamados los estadísticos F, y son derivados del coeficiente de endogamia. En un sistema simple de dos alelos con endogamia, las frecuencias genotípicas son: 
{\displaystyle p^{2}(1-F)+pF{\text{ para }}\mathbf {AA} ;\ 2pq(1-F){\text{ para }}\mathbf {Aa} ;{\text{ y }}q^{2}(1-F)+qF{\text{ para }}\mathbf {aa} .}
El valor de F se halla al resolver la ecuación para F utilizando heterocigotas en la ecuación de arriba. Esta se transforma en uno menos el número observado de heterocigotas en una población dividido por el valor esperado del mismo bajo el supuesto del equilibrio de Hardy-Weinberg:
{\displaystyle F=1-{\frac {\operatorname {O} (f(\mathbf {Aa} ))}{\operatorname {E} (f(\mathbf {Aa} ))}}=1-{\frac {\operatorname {observado} (\mathbf {Aa} )}{n\operatorname {E} (f(\mathbf {Aa} ))}},\!}
donde el valor esperado en el equilibrio según Hardy-Weinberg está dado por: 
{\displaystyle \operatorname {E} (f(\mathbf {Aa} ))=2pq,\!}
donde p y q son las frecuencias alélicas de A y a respectivamente. También, es la probabilidad de que en cualquier locus, dos alelos de un individuo tomado al azar de una población sean idénticos por descendencia.
Por ejemplo, considerando la información tomada de E.B. Ford (1971) de una única población de Callimorpha dominula:
| Genotipo | Manchas blancas (AA) | Intermedia (Aa) | Poco manchadas (aa) | Total |
| Número   | 1469                 | 138             | 5                   | 1612  |

A partir de esta tabla, se pueden calcular las frecuencias alélicas y la f(AA) esperada:Incorrect information for the F example used. [cita requerida]:
{\displaystyle p={2\times \mathrm {obs} (AA)+\mathrm {obs} (Aa) \over 2\times (\mathrm {obs} (AA)+\mathrm {obs} (Aa)+\mathrm {obs} (aa))}=0.954}
{\displaystyle q=1-p=0.046\,}
{\displaystyle F=1-{\frac {\mathrm {obs} (Aa)}{n2pq}}=1-{138 \over 1612*2(0.954)(0.046)}=0.023}
Los diferentes estadísticos F analizan distintos niveles de la estructura poblacional. FIT es el coeficiente de endogamia de un individuo (I) respecto a la población total (T); FIS es el coeficiente de endogamia de un individuo (I) respecto de la subpoblación (S), usando lo anterior para subpoblaciones y promediándolas; y FST es el efecto de las subpoblaciones (S) comparado al total de la población (T) y es calculado mediante la solución de la siguiente ecuación: 
{\displaystyle (1-F_{IS})(1-F_{ST})=1-F_{IT},\,}

## Fragmentación debida a la estructura poblacional
Considerando que una población tiene una estructura poblacional de dos niveles, uno del individuo (I) a la subpoblación (S) y el otro desde la subpoblación a la población total (T). Entonces, el total F, en este caso FIT, puede ser particionado en FIS (o f) y FST (o θ):
{\displaystyle 1-F_{IT}=(1-F_{IS})\,(1-F_{ST}).\!}
Este luego puede seguir siendo particionado para la subestructura poblacional siguiendo las reglas de la expansión binomial, por lo que para I particiones: 
{\displaystyle 1-F=\prod _{i=0}^{i=I}(1-F_{i,i+1})\!}

## Índice de fijación
Una reformulación de la definición de F puede ser el cociente del número promedio de diferencias entre pares de cromosomas tomados de un mismo individuo con el número promedio obtenido al muestrear cromosomas al azar de una población (excluyendo el agrupamiento por individuo). Esta definición puede ser modificada para considerar un agrupamiento por subpoblación en vez de por individuo. Los genetistas de poblaciones han utilizado esta idea para medir el grado de estructura de una población.
Desafortunadamente, existe una gran cantidad de definiciones para FST, causando cierta confusión en la literatura científica. Una definición usual es: 
{\displaystyle F_{ST}={\frac {\operatorname {var} (\mathbf {p} )}{p\,(1-p)}}\!}
donde la varianza de p es computada a través de las subpoblaciones y p(1−p) es la frecuencia esperada de heterocigotas. 

## Índice de fijación en poblaciones humanas
Es conocido que la diversidad genética entre poblaciones humanas es baja, aunque la distribución de la misma solo estimada aproximadamente. Estudios tempranos afirmaban que del 85–90% de la variación genética se encontraba en individuos que habitaban las mismas poblaciones dentro de los continentes (poblaciones intra-continentales) y solamente de un 10–15% entre poblaciones de diferentes continentes (poblaciones continentales). Luego, estudios basados en miles de SNPs sugirieron que la diversidad genética entre poblaciones continentales es aún menor (entre un 3–7%). La mayoría de estos estudios utilizaron el estadístico F u otros similares.